# Kilbeggan

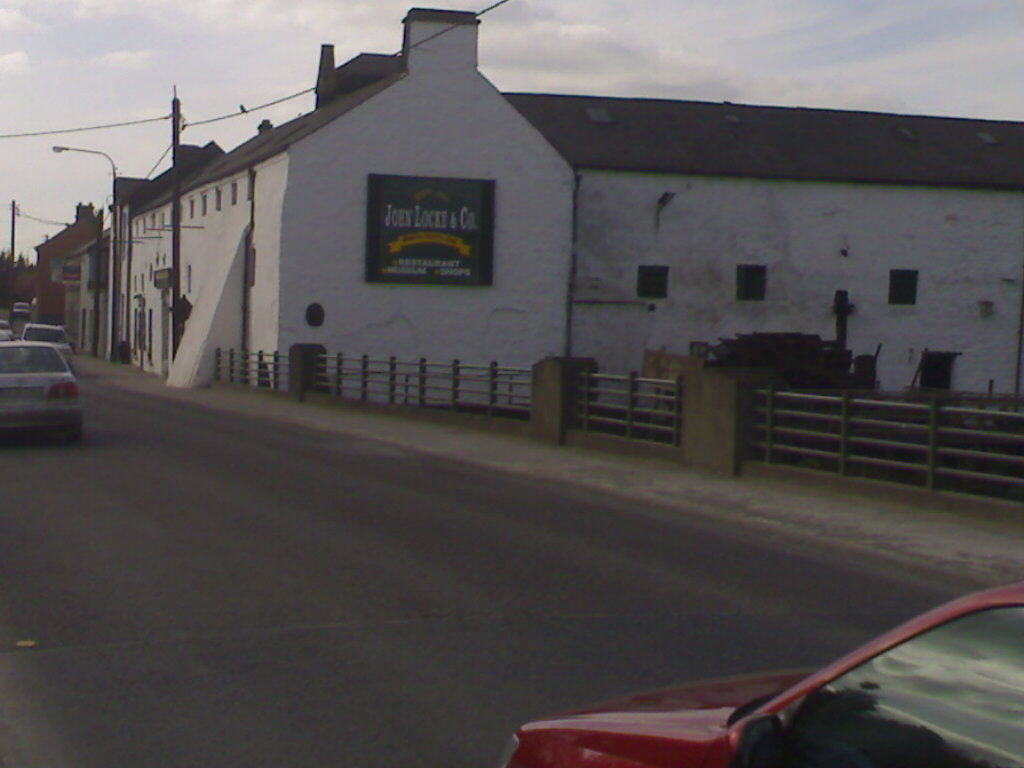
Scorcio di Kilbeggan

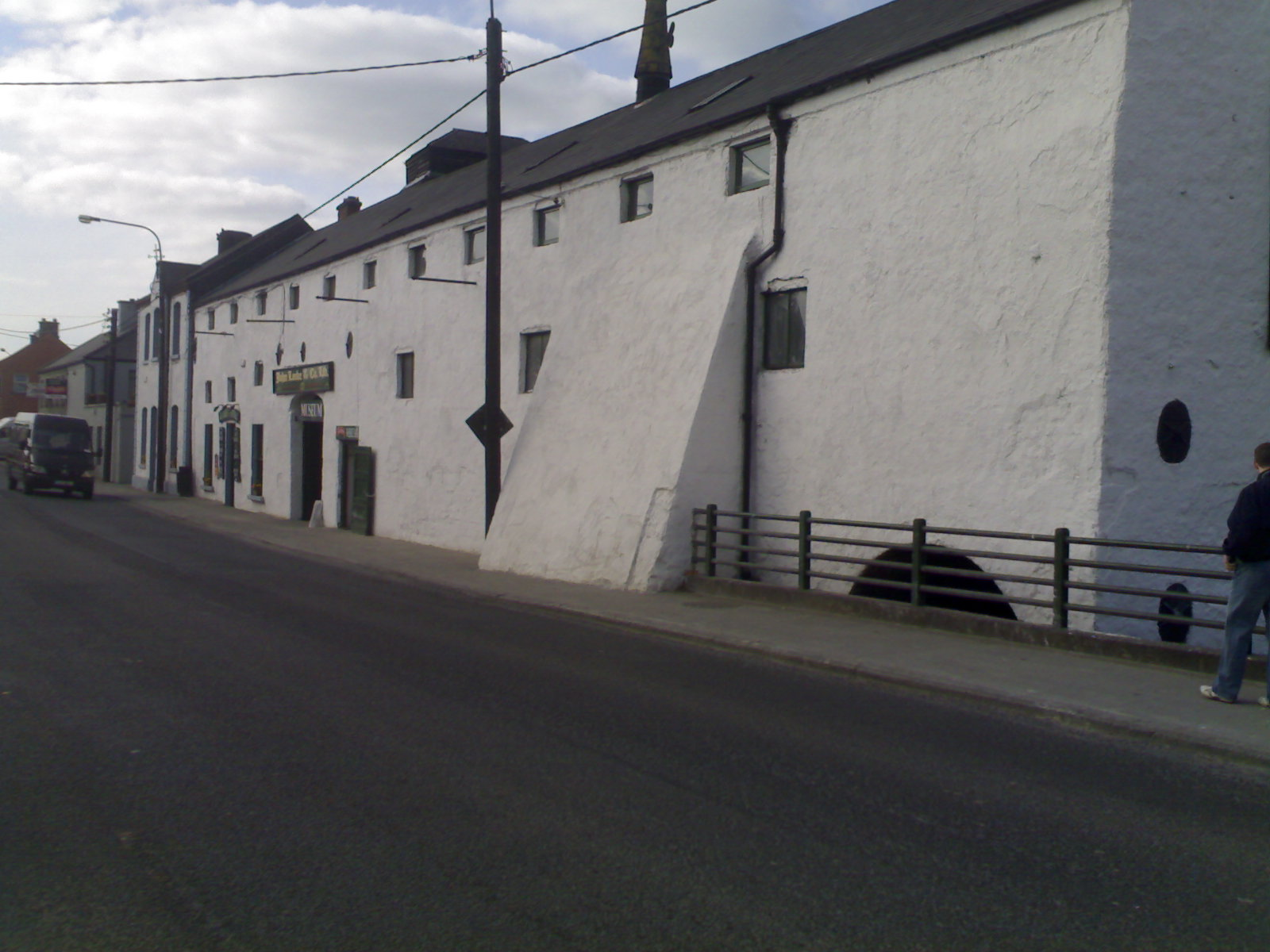
L'omonima distilleria

Kilbeggan (in irlandese Cill Bheagáin; in inglese The Church of Bécán, "La chiesa di San Bécán") è una località della Contea di Westmeath, in Irlanda, situata sul fiume Brosna che taglia la cittadina da sud verso est.
La località è attualmente conosciuta per lo più grazie al whiskey della Distilleria Kilbeggan, apparso come marchio appartenente a John Locke per 100 anni, è stato venduto con successo fino a quando la distilleria ha cessato la produzione negli anni cinquanta. La distilleria di Locke è la più antica distilleria autorizzata di whiskey nel mondo, risale al 1757 e nel 2017 ha compiuto il suo 260º anniversario.

## Geografia
Kilbeggan è attraversata dal fiume Brosna, nel sud della Contea di Westmeath. Si trova a sud di Lough Ennell e Castletown Geoghegan e a nord del confine con la Contea di Offaly. La cittadina dista circa a 9 chilometri dalla nota località di Tullamore. Kilbeggan è circondata dal rilievo lungo e sinuoso, di formazione glaciale e costituito di sabbia e ghiaia, chiamato Esker Riada che attraversa il cuore dell'isola di smeraldo. Questo posto divenne famoso anche per essere stato il primo a registrare un tornado in Europa, nel 1054.
Kilbeggan comprende 29 comuni: Aghamore, Aghuldred, Ardnaglew, Ballinderry Big, Ballinderry Little, Ballinwire, Ballymacmorris, Ballynasudder, Ballyoban, Brownscurragh, Camagh, Clonaglin, Coola, Demesne o Mearsparkfarm, Grange e Kiltober, Grangegibbon, Greenan, Guigginstown, Hallsfarm, Kilbeggan, Kilbeggan North, Kilbeggan South, Kiltober / Kiltubber e Grange, Loughanagore, Meadowpark, Meeldrum, Meeniska, Meersparkfarm o Demesne, Shureen e Ballynasuddery, Skeahanagh, Stonehousefarmand Tonaphort.
Le parrocchie limitrofe si trovano a: Castletown Kindalen a nord, Newtown a est, Rahugh a est e sud, Durrow a sud e Ardnurcher o Horseleap a ovest.

## Infrastrutture e trasporti
L'autostrada M6 - il principale collegamento tra Dublino e Galway - originariamente passava attraverso Kilbeggan, incontrando la strada primaria nazionale N52 nel centro città. Entrambe le strade sono state successivamente spostate più a sud e la strada che tutt'oggi attraversa il centro è stata declassata come strada regionale R446.
La posizione favorevole tra le due città di Dublino e Galway, dona a Kilbeggan un sistema di trasporto pubblico molto efficiente, collegando anche i principali paesi della zona come Mullingar e Tullamore.

## Storia
San Bécán, uno dei 'Dodici Apostoli di Irlanda', fondò qui un monastero nel VI secolo, per questo motivo il nome irlandese della cittadina è Cill Bheagáin, da cui il significato "La chiesa di San Bécán". Col passare del tempo il monastero cadde in disuso e rovina, ma nel 1150 venne fondato un nuovo monastero da un membro della famiglia Mac Loghlan e le rovine del primo monastero furono riparate dalla famiglia Dalton. Successivamente fu casa dei monaci cistercensi che arrivavano dall'Abbazia di Mellifont. Il Sacerdote di Clonmacnois - O'Catharnaigh oppure O'Kearney - morì nel monastero nel 1196 e Hugh O'Malone, vescovo di Clonmacnois, venne sepolto qui nel 1236. Nel 1217 il monastero fu coinvolto nella rivolta di Jerpoint e l'abate venne punito esemplarmente. In seguito alla Cospirazione di Mellifont, il monastero venne messo sotto il controllo dell'Abbazia di Buildwas. Dopo questa dissoluzione avvenuta nel 1539, il monastero e le sue terre furono concesse alla famiglia Lambart, Conti di Cavan. Successivamente il monastero fu totalmente demolito e scomparve dalle mappe. Solo nel 2003 il sito viene riscoperto ad ovest del cimitero risalente all'alto medioevo, grazie ad indagini geofisiche del Archaeological Projects e Alan R. Hayden. Una chiesa parrocchiale fu costruita a nord-est rispetto alla precedente, risalente all'alto medioevo, e fungeva da chiesa parrocchiale per la Chiesa d'Irlanda. Attualmente il santuario non è più in uso e la torre annessa è arrivata ai giorni nostri in uno stato di rovina.
Un guado che attraversa il fiume Brosna fu luogo, nel 972, di una battaglia tra danesi e irlandesi. Una schermaglia portata dalla Society of United Irishmen prese luogo a Kilbeggan come parte della Rivolta irlandese del 1798.
La famiglia Lambart divenne politicamente potente nelle zone centrali dell'isola e si stabilirono nella zona, rimpiazzando gradualmente la famiglia dei Geoghegan. Questi ultimi furono i leader di Moycashel e della formidabile Alleanza Irlandese di Meath (dell'ovest) che tennero in guardia gli Inglesi del Meath (dell'est) dall'Invasione Normanna durante la Guerra dei Tre Regni e durante la quale si sedettero come membri di entrambe le zone del Westmeath.
Dopo la Restaurazione gli furono restituite alcune terre, sino alla sconfitta decisiva degli irlandesi per mano delle forze e alleati dei sovrani inglesi Guglielmo III e Maria II al Trattato di Limerick.
Sir Oliver Lambart fu nominato Governatore della regione del Connaught nel 1601 subito dopo il compimento della Conquista Tudor e dell'ultima grande battaglia per una Irlanda Gaelica a Kinsale, dove il piccolo gruppo capeggiato da Bryan Geoghegan fece una fortissima opposizione a Dunboy. Nel momento di rivalsa, Lambart fu incaricato di frenare l'intransigenza dei Geoghegan e dei suoi alleati e fu conseguentemente ripagato con una terra di 700 acri (2,8 km²) e 60 case. Lambart inaugurò un mercato settimanale a partire dal 1606. La cittadina divenne una località borghese grazie alla Carta di re Giacomo I nel 1612. Il mercato di Kilbeggan divenne molto importante per la comunità agricola della contea; l'edificio che ospitava il mercato è ancora in piedi, ma non viene usato per il suo scopo originario.
La Distilleria Kilbeggan, che si trova lungo le sponde del fiume Brosna, cominciò la sua attività nella produzione di whiskey nel 1757. Dentro il grande complesso, la famiglia Locke, che ne era proprietaria, fece costruire una casa con dei giardini su un isolotto del fiume. Un membro dei Locke fondò il Convento della Misericordia nel 1879.
Nel 1835 venne aperta una nuova diramazione del Grand Canal, canale artificiale che collega Dublino al fiume Shannon, iniziò a servire la cittadina.
Rostella (Rosdalla), a 3 km a sud di Kilbeggan è il sito dove venne registrato per la prima volta un tornato in Europa, nel 30 Aprile 1054.
Kilbeggan è stata anche luogo di scontri a colpi di box a mani nude tra i membri delle comunità di viaggio locali. Questo fatto è stato anche menzionato nel film Knuckle, dove Big Joe Joyce avvisò che Ditsy Nevin e Aney McGinley avrebbero dovuto essere presenti per assistere ai combattimenti.

## Oggi
Oggi Kilbeggan funge da centro di servizio per la comunità agricola locale; ospita qualche industria, incluso l'estrazione di sabbia e ghiaia nell'area circostante; è sempre in miglioramento riguardo alla connessione da e per Dublino, in particolare da quando l'autostrada M6 è stata conclusa.
La diramazione del Grand Canal è stata chiusa definitivamente negli anni '60 e il bacino è di nuovo asciutto. Gli edifici portuali, però, sopravvivono ancor ora e sono attualmente usati come uffici e spazi comunali.
Sebbene la produzione di whiskey cessò negli anni '50, l'edificio della distilleria non fu abbattuto e, nel 1982, venne riaperto come museo. La produzione di whiskey è ricominciata molto recentemente, il primo whiskey prodotto localmente è dell'anno 2014.
Kilbeggan Racecourse è a circa un chilometro a nord della cittadina ed è l'unico ippodromo d'Irlanda adatto per gli allenamenti nazionali.
Kilbeggan è la sede della Scuola Media della Misericordia, che si trova sulla strada che va verso Dublino, ed è collegata al Convento della Misericordia che si trova nel centro città.
L'Abazia di Durrow si trova a 4 chilometri a sud del paese, subito dopo aver attraversato il confine con la contea di Offaly.
Kilbeggan Knighthood Festival. La festa si svolge durante il primo fine settimana di giugno e commemora il Cavaliere Thomas Cuffe. Durante queste due giornate si svolgono molte attività, tra cui parate, mercati e rievocazioni del famoso cavaliere.

## Galleria d'immagini

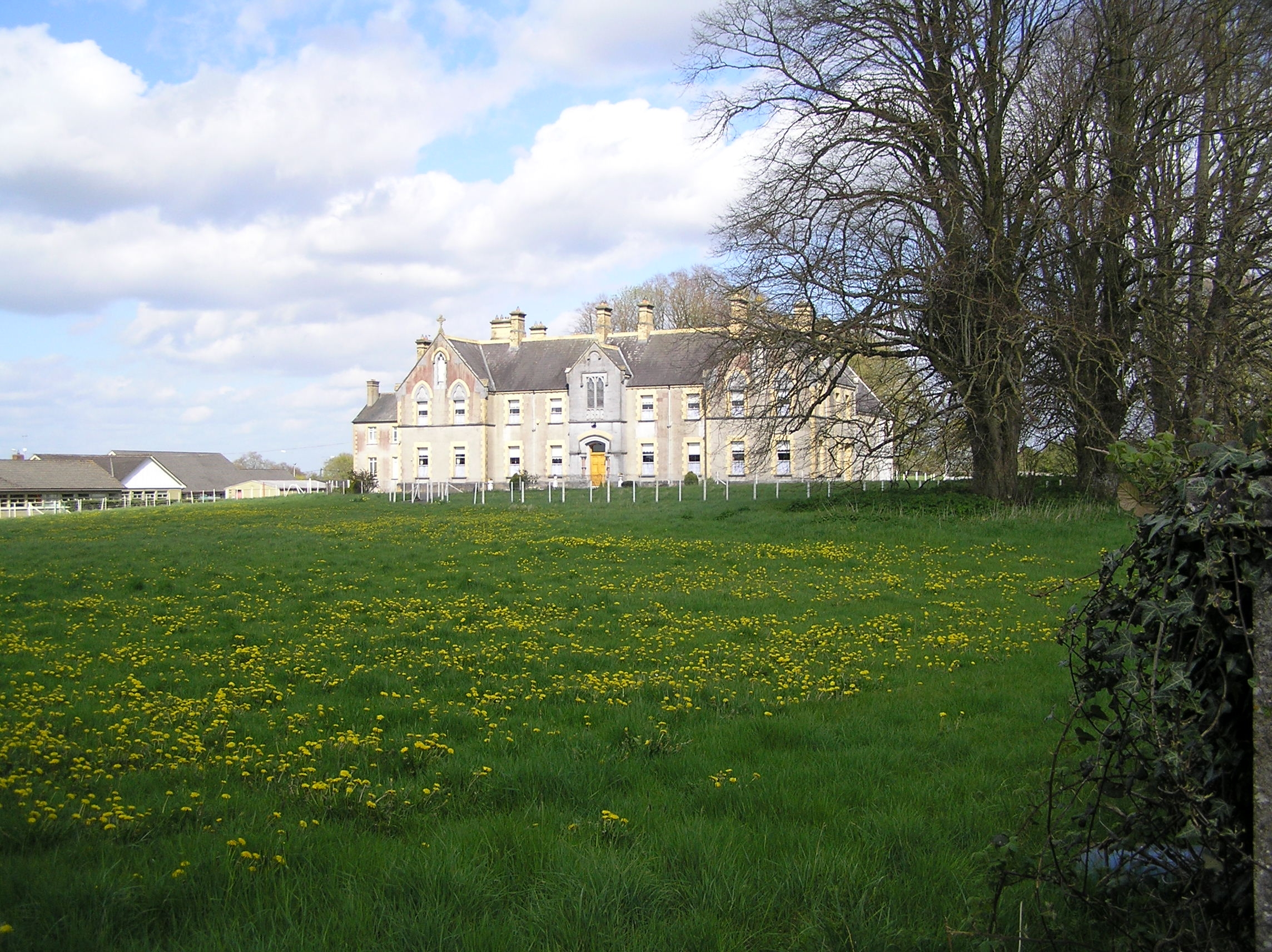
Convento della Misericordia
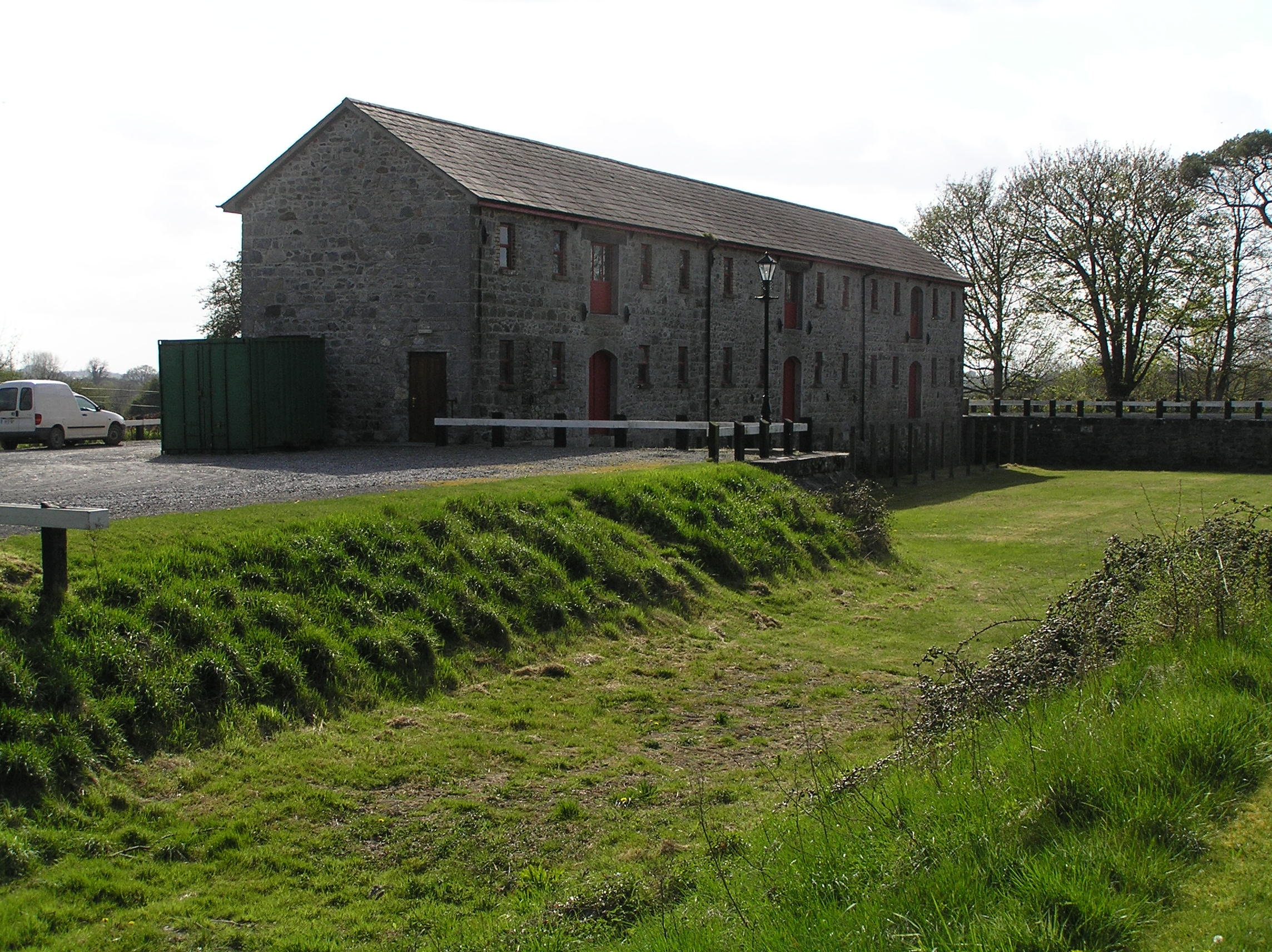
Bacino del canale
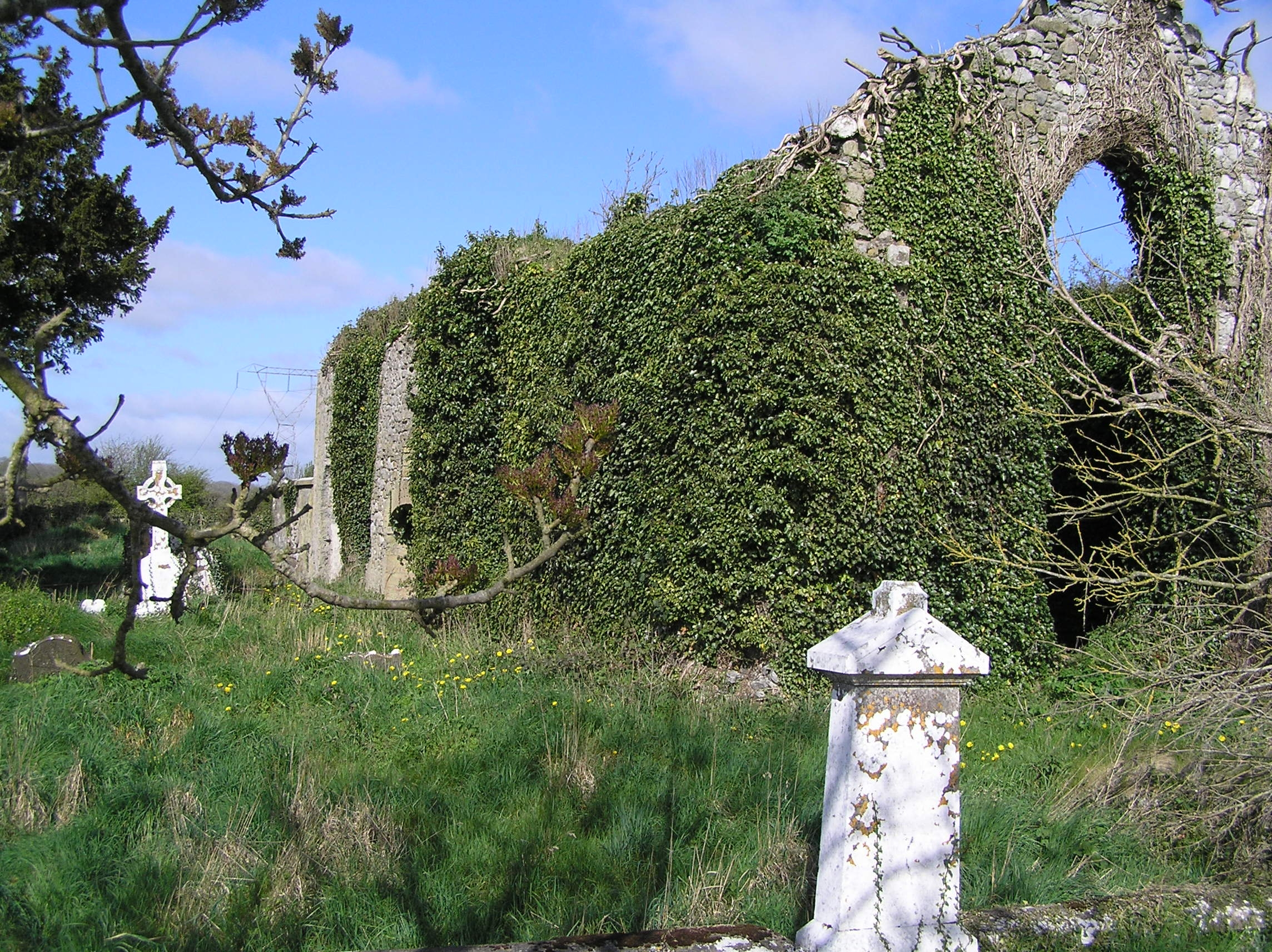
Rovine di una chiesa